# 孫悦 (ラグビー選手)
孫 悦（そん えつ、スエン・ユエ、簡体字中国語: 孙 悦、英語: Sun Yue、1999年12月31日 - ）は、中国の女子ラグビー選手。

## プロフィール
- 中国出身[1]。
- ポジションはフランカー(FL)。
- 身長 170cm、体重 68kg

## 略歴
2024年、パリ五輪の7人制女子中国代表に選ばれた。